# 烏羅韋內灣

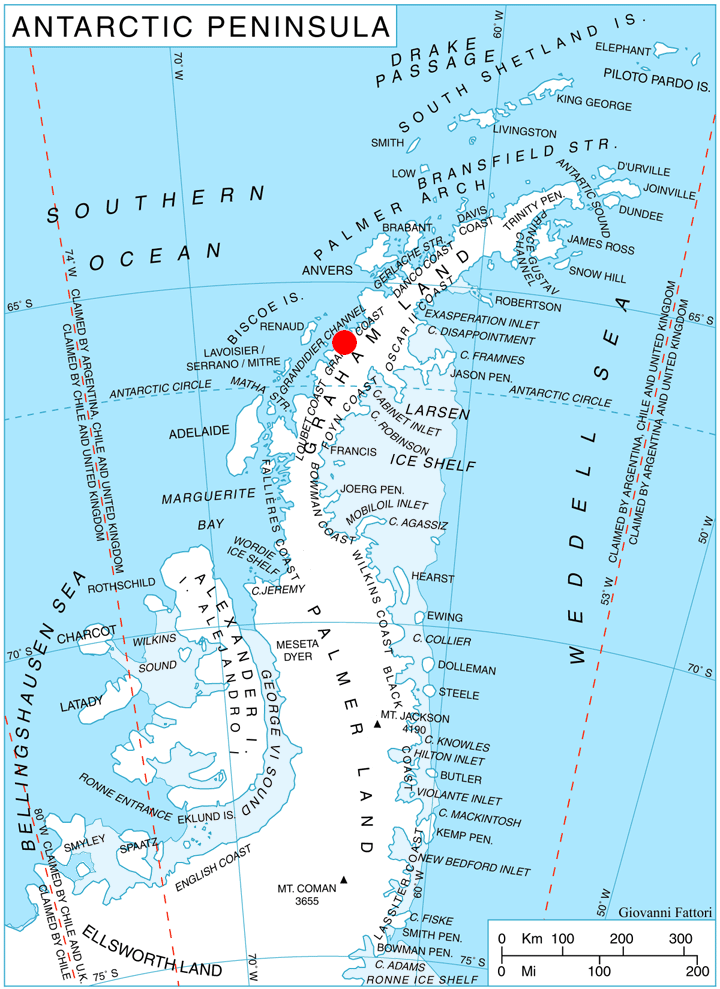

烏羅韋內灣（英語：Urovene Cove），是南極洲的海灣，位於葛拉漢地，處於費利佩索洛半島西南岸，屬於巴里拉里灣的一部分，長2.75公里、寬2.65公里，現時由南極條約體系管理。